# China Railways NJ2 sorozat
A China Railways NJ2 sorozat amerikai gyártású, kínai dízelmozdony. A Csinghaj–Tibet-vasútvonalon üzemel.
Ezt a mozdonysorozatot a General Electric gyár készítette az Amerikai Egyesült Államokban, Pennsylvániában. A mozdony erőforrását egy 7 FDL típusú GE-dízelmotor adja, amelynek teljesítményét automatika szabályozza a földrajzi magasság függvényében. Emellett számos egyéb korszerű berendezés látja el a vezetési és kommunikációs célokat, mint az ITCS, a GSMR, globális műholdas adatátvitel.
A megbízhatóan kifejlesztett NJ2 sorozat AC villamos erőátvitellel, számítógépes vezérlőrendszerrel, nagy üzembiztonságot nyújtó elektronikus üzemanyagbefecskendezésű  dízelmotorral, új típusú légfékrendszerrel. Az egyedi tengelyhajtás AC elektronikával van ellátva.
A mozdonyban aviatikai oxigén-előállító rendszer működik. A berendezés által előállított levegő oxigénaránya meghaladja a 90%-ot.
A vonal teljes mozdonyállománya 78 db NJ2 sorozatú mozdonyból áll. A vonatokat Tibetbe három összekapcsolt mozdony továbbítja.

## Képek

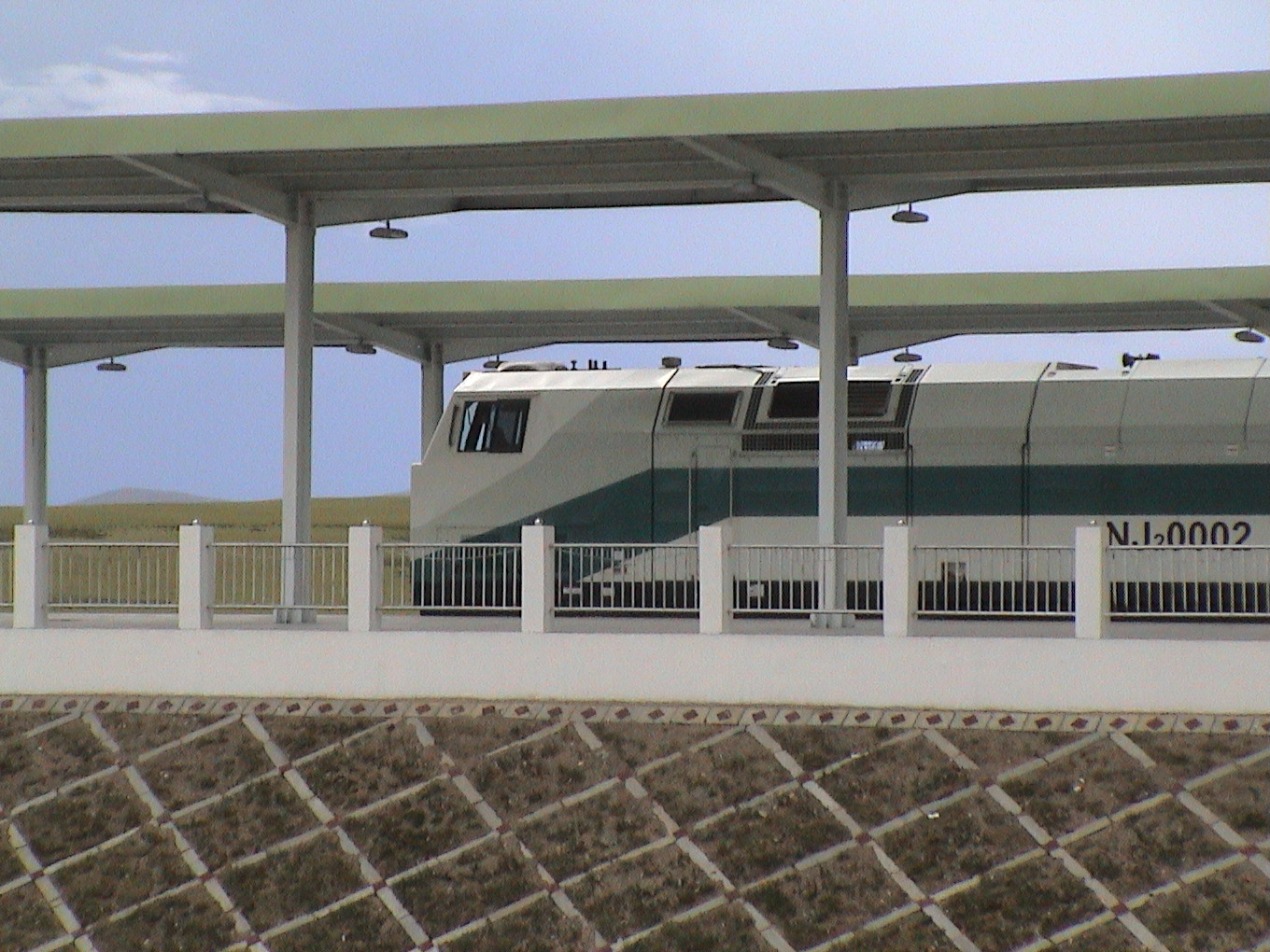
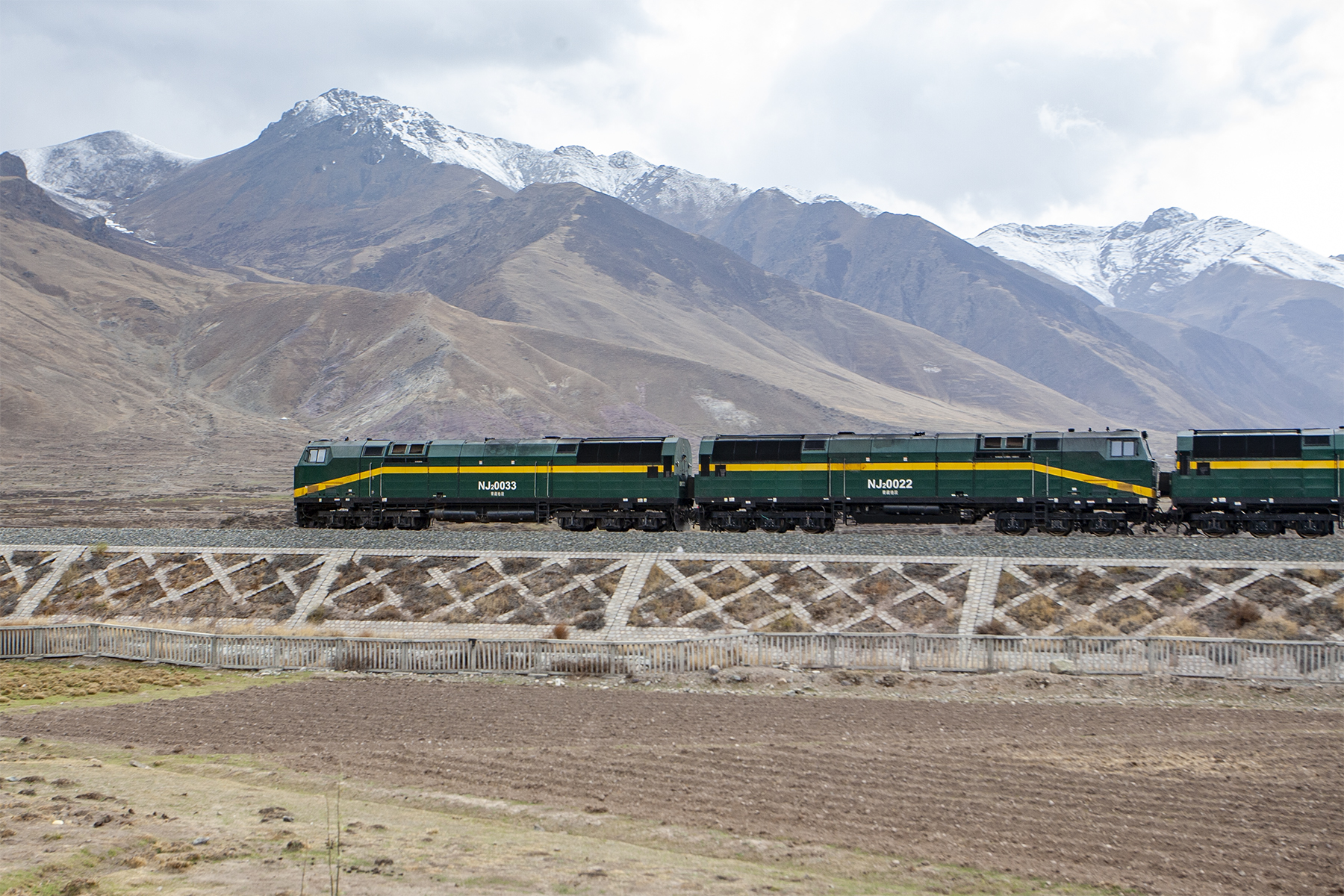
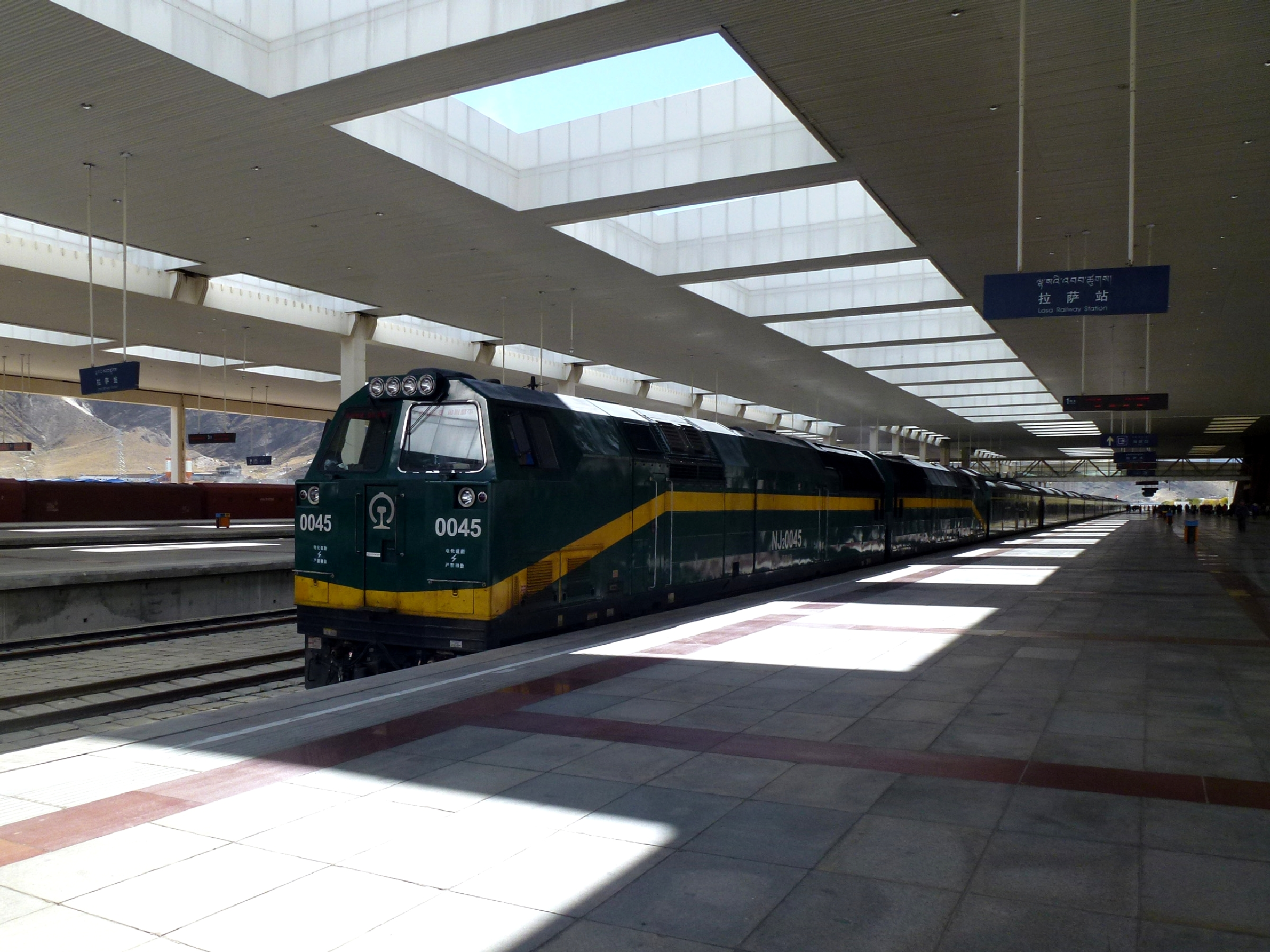
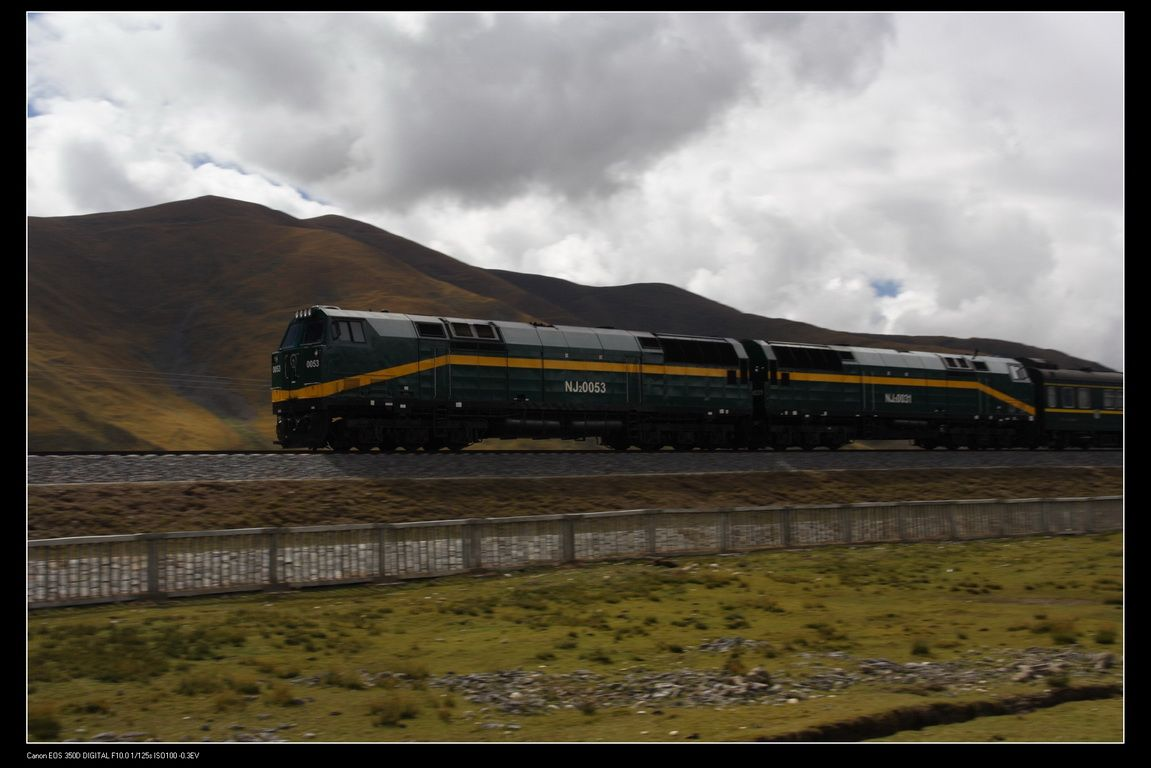
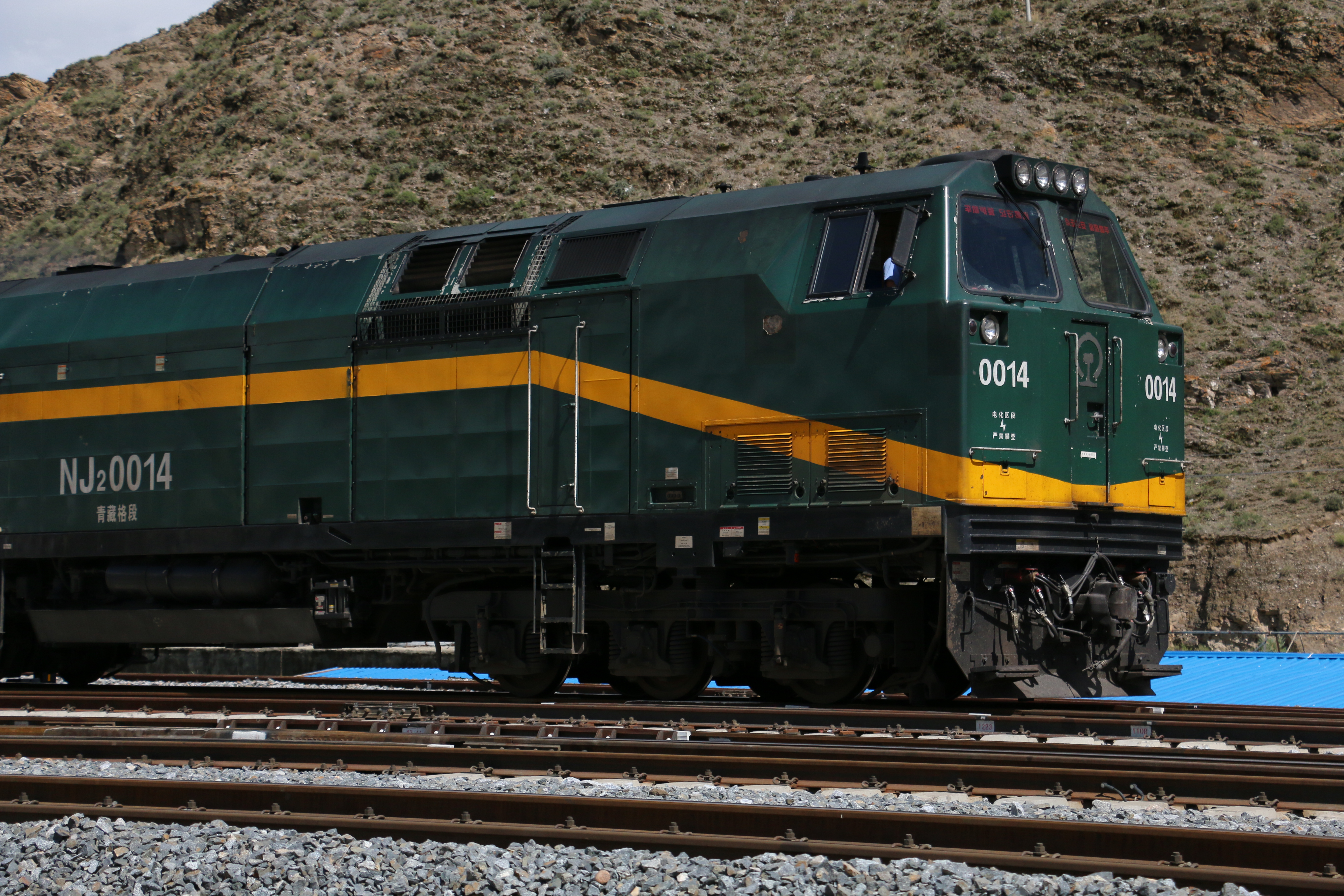
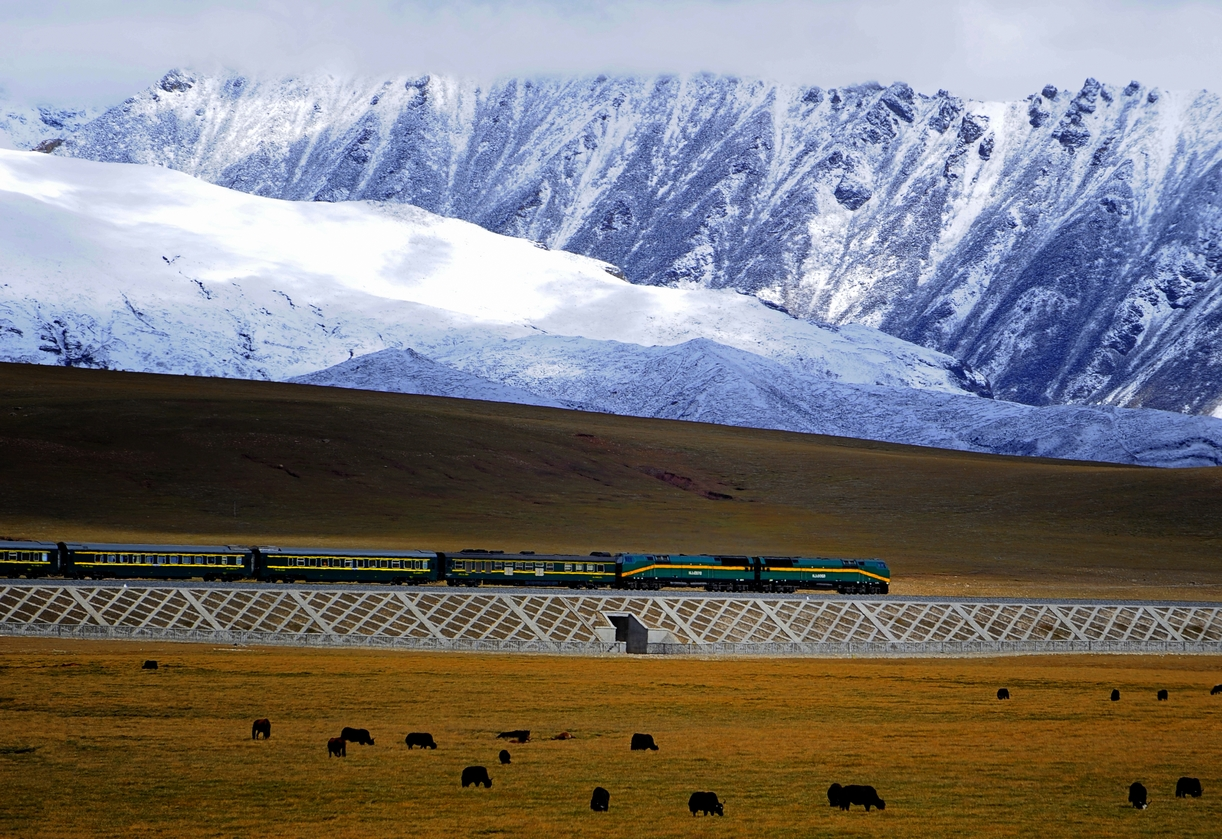
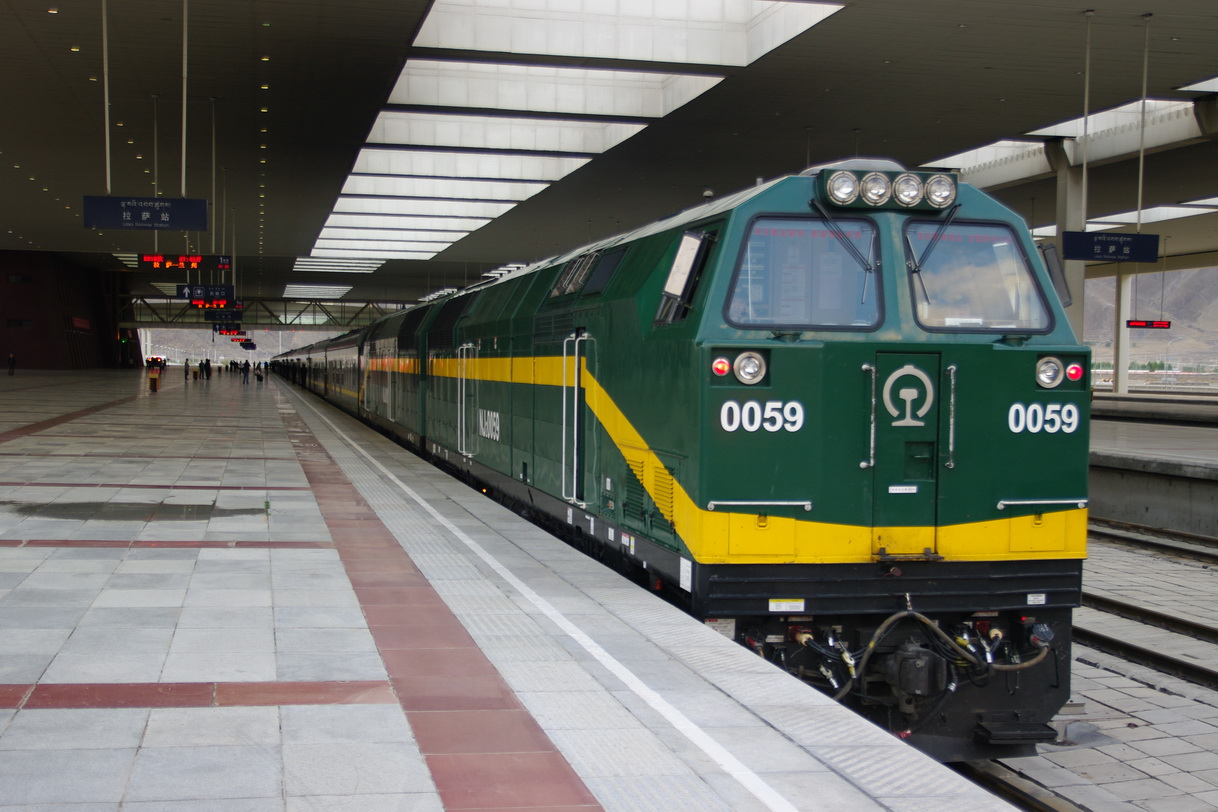